# Туменко, Александр Владимирович
Александр Владимирович Туменко (15 июля 1983, Будапешт, Венгрия) — российский футболист, полузащитник.

## Карьера
Отец Владимир был военнослужащим, и Александр родился в Будапеште. Через год семья переехала в Москву. Когда Туменко было 9 лет, отец отвёл его в футбольную школу «Спартака», первым тренером был Алексей Николаевич Леонов. В 2000 году Туменко окончил школу, в следующем году играл за молодёжную и дублирующую команды «Спартака». В 2006 году спартаковскую школу окончил младший брат Дмитрий, выступавший за дубль до 2010 года.
В 2002 году Туменко перешёл в «Факел-Воронеж», но из-за конфликта сыграл за полгода только один матч в Кубке России. Вторую половину сезона провёл в клубе второго дивизиона «Мострансгаз» Газопровод. В 2003 году перешёл в ярославский «Шинник». Три сезона отыграл в основном за дубль — 70 игр, 13 мячей. В 2004 году провёл четыре матча в Кубке Интертото и два матча в чемпионате России — оба раза выходил на замену во втором тайме. В следующем сезоне отыграл ещё два матча в чемпионате — выходил на 84-й и 87-й минутах — и два матча в Кубке России.
В 2006 году подписал двухгодичный контракт с клубом первого дивизиона «Балтика» Калининград. В 2008 году провёл ещё сезон в «Балтике». В первой половине сезона-2009 сыграл пять матчей за клуб «МВД России» Москва, после чего не выступал за профессиональные клубы.
С 2012 года — игрок клуба ЛФЛ 8х8 ЦДКА, клубов ЛФЛ «Приалит Реутов», «Одинцово».
По состоянию на 2006 год обучался на пятом курсе Московского государственного института физкультуры на факультете игровых видов спорта.